# Michel Roussin
Michel Roussin (ur. 3 maja 1939 w Rabacie) – francuski polityk i urzędnik państwowy, parlamentarzysta, w latach 1993–1994 minister kooperacji.

## Życiorys
Absolwent École nationale des langues orientales vivantes oraz École des officiers de la Gendarmerie nationale kształcącej kadrę oficerską żandarmerii narodowej. Służył jako oficer w tej formacji, zajmując się m.in. obsługą prasową. Od 1972 był urzędnikiem w Hôtelu Matignon, siedzibie premierów francuskich, gdzie wkrótce stał się bliskim współpracownikiem Jacques’a Chiraca. W latach 1977–1981 pełnił funkcję dyrektora biura Alexandre’a de Marenchesa, ówczesnego dyrektora generalnego SDECE. Od 1984 do 1993 zajmował stanowisko dyrektora gabinetu Jacques’a Chiraca w paryskim merostwie, a w latach 1986–1988 również w kancelarii premiera.
W 1993 został wybrany z ramienia gaullistowskiego Zgromadzenia na rzecz Republiki do Zgromadzenia Narodowego. Od marca 1993 do listopada 1994 zajmował stanowisko ministra kooperacji w gabinecie Édouarda Balladura.
Odszedł z rządu w związku z zarzutami dotyczącymi udziału w procederze nielegalnego finansowania partii gaullistowskiej. Był tymczasowo aresztowany, ostatecznie w tej sprawie został uniewinniony. Został natomiast prawomocnie skazany za udział w aferach korupcyjnych w administracji regionu Île-de-France; orzeczono wobec niego karę czterech lat pozbawienia wolności z warunkowym zawieszeniem jej wykonania.
Od 1999 do 2009 był wiceprezesem koncernu logistycznego Bolloré. Powrócił do tej grupy w 2014 jako doradca prezesa.
Odznaczony Legią Honorową III klasy (2017).